# イグナシオ・ピアッティ
イグナシオ・ピアッティ（Ignacio Piatti, 1985年2月4日 - ）は、アルゼンチン・コルドバ州ヘネラル・バルディッセラ出身の元サッカー選手。現役時代のポジションはミッドフィールダー。

## 経歴
2012年8月17日、CAサン・ロレンソに100万ユーロで移籍した
2014年7月2日、モントリオール・インパクトへの移籍が決定するが、サン・ロレンソがコパ・リベルタドーレスの試合を残していたため決勝まで移籍せず、コパ優勝を置き土産に8月13日に成績に加入した。8月16日のシカゴ・ファイアーFC戦でデビュー。CONCACAFチャンピオンズリーグではチームを決勝まで導くも、クラブ・アメリカを前に合計スコア3-5で屈した。その後、2016、2018シーズンとMLSのベストイレブンに選出されたほか、2016、2017、2018シーズンにはMLSオールスターに選ばれるなど、チームの中心選手として活躍。この3シーズンではモントリオール・インパクトのトップスコアラーであった。2018年には、前年に17得点を記録しながらベストイレブンに選出されなかったことからか、リーグで最も過小評価されている選手に選ばれた。
2020年2月10日、モントリオール・インパクトとの契約を解除した。

## プレースタイル
テクニカルなドリブラーとしての一面を持ち、得点を取ることもアシストすることもできるほか、いくつかのミッドフィルダーとしてのポジションもこなすことができる。また、左ウイングが最もやりやすいポジションであると口述している。

## タイトル

### クラブ
CAサン・ロレンソ
- プリメーラ・ディビシオン : 2013
- コパ・リベルタドーレス : 2014

モントリオール・インパクト
- カナディアン・チャンピオンシップ : 2019

### 個人
- MLSベストイレブン : 2016, 2018
- MLSオールスター : 2016, 2017, 2018
- カナディアン・チャンピオンシップ得点王 : 2019